# Gaurė
Gaurė (ryska: Гауре) är en ort i Litauen. Den ligger i den västra delen av landet, 190 km väster om huvudstaden Vilnius. Gaurė ligger 29 meter över havet och antalet invånare är 468.
Terrängen runt Gaurė är platt. Runt Gaurė är det ganska glesbefolkat, med 42 invånare per kvadratkilometer. Närmaste större samhälle är Taurage, 11,2 km väster om Gaurė. I omgivningarna runt Gaurė växer i huvudsak blandskog.